# Папір верже

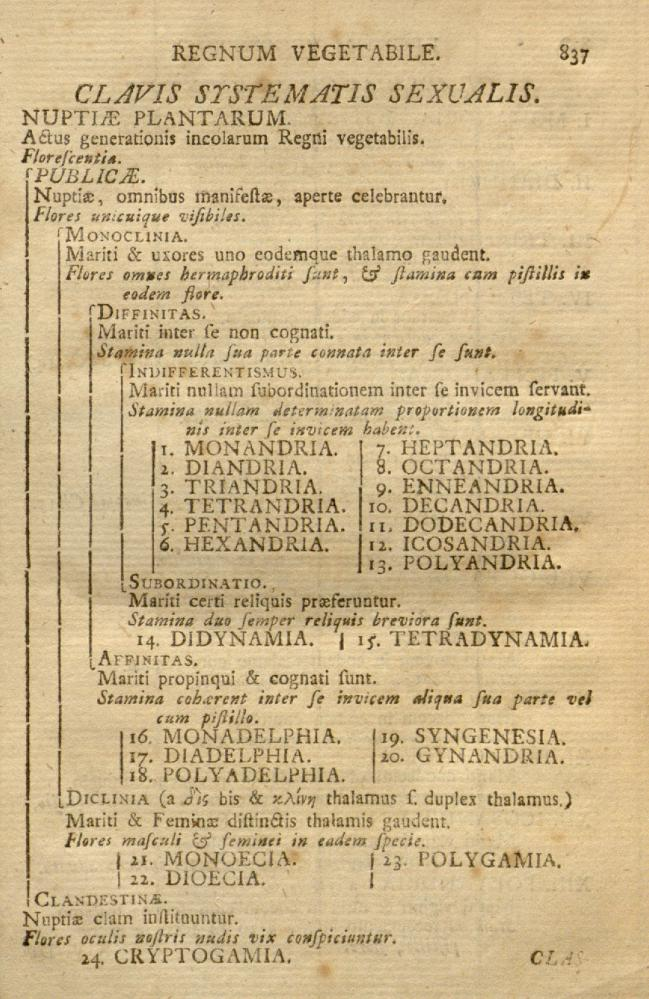
Папір верже до епохи машинного виробництва — аркуш із «Systema naturae» Карла Ліннея (1758)

Папір верже (фр. vergé — смугастий або лінійчатий) — це вид паперу, який має ребристу текстуру, отриману в процесі виробництва. У до механічний період європейського папероробства (з XII до XIX століття) папір верже був основним видом паперу, що вироблявся. Однак його використання зменшилося у XIX столітті, коли його значною мірою витіснив веленевий папір. Папір верже досі широко використовується художниками як основа для малюнків вугіллям.

## Традиційне виробництво
До механізації виробництва паперу його виготовляли вручну, використовуючи дротяне сито, встановлене в прямокутній формі для виробництва одного аркуша за раз. Папірник занурював форму в чан з розведеною целюлозою з конопляних або лляних волокон, потім піднімав її, нахиляв, щоб целюлоза рівномірно розподілилася по ситу, і, коли вода стікала між дротами, струшував форму, щоб волокна з'єдналися разом. У результаті візерунок дротів у ситі переносився на аркуш паперу.
До винаходу веленевого паперу близько 1756 року ці сита складалися з товстих, більш широко розташованих дротів, навколо яких були сплетені тонші й щільно упаковані дроти. Таким чином, традиційний візерунок на папері складається з ряду широко розташованих ліній (вержери) з частотою 5–8 на 1 см (паралельних до коротших сторін аркуша) і вужчих понтюзо (фр. pontuseaux), розташованих під прямим кутом до вержерів з частотою 2–2,5 на 1 см.

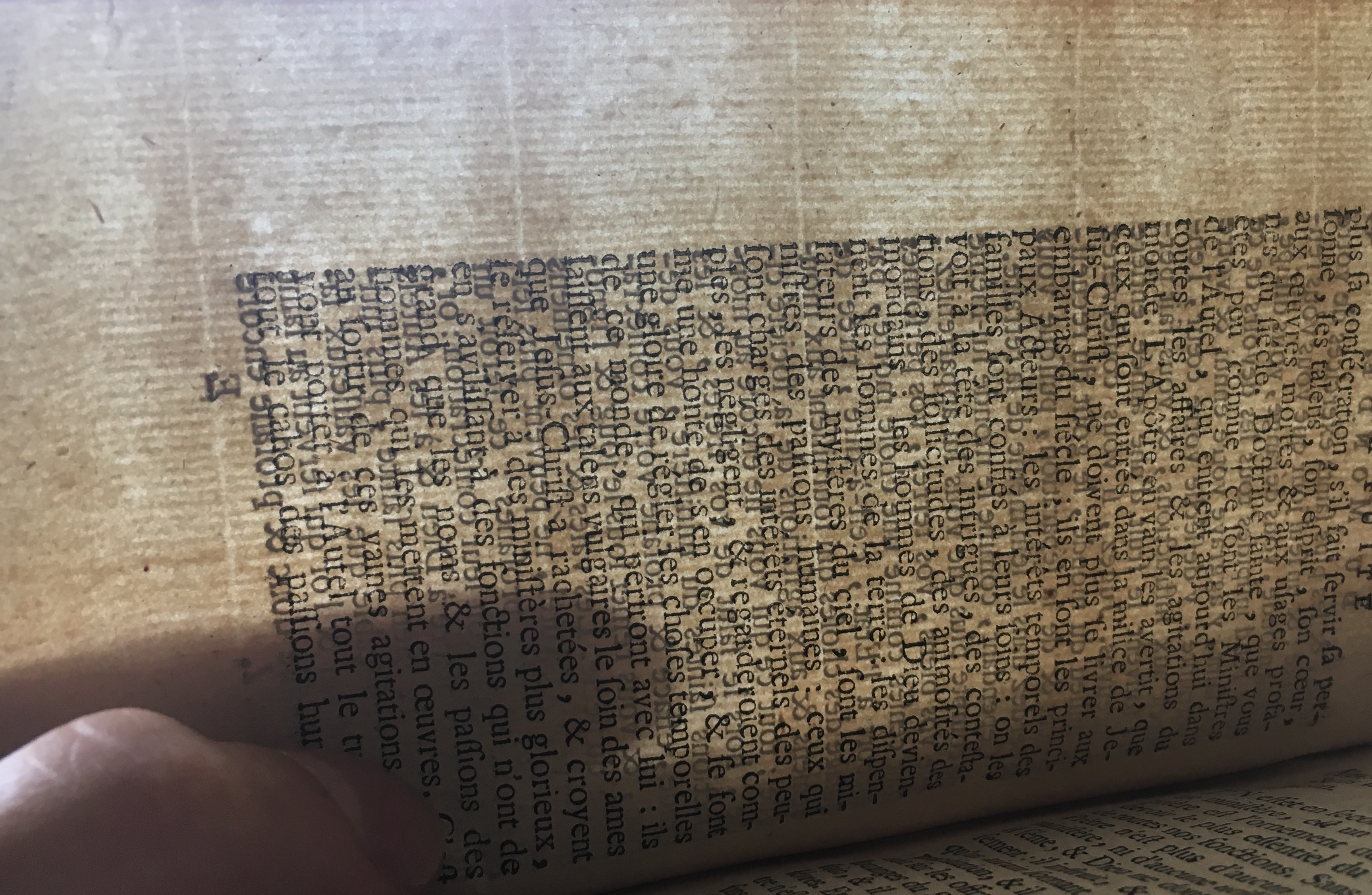
Приклад «антикварного паперу», що показує темніші ділянки вздовж ліній верже

Існує ще одна відмінність між так званим «антикварним» і «сучасним» папером. Починаючи з XII століття, вержерні дроти паперової форми кріпилися безпосередньо до дерев'яних ребер у самій рамі. Коли раму витягали з чана, ці ребра створювали легке всмоктування, яке витягувало воду з новоутвореного аркуша, а поверх ребер залишався трохи товстіший шар целюлози. На висушеному аркуші можна побачити темні смуги, що проходять вздовж цих вержерних ліній, коли його піднести до світла. Удосконалення у виготовленні форм на початку 1800-х років дозволило трохи підняти вержерні дроти, що призвело до більш рівномірного тонування аркуша.

## Сучасне виробництво

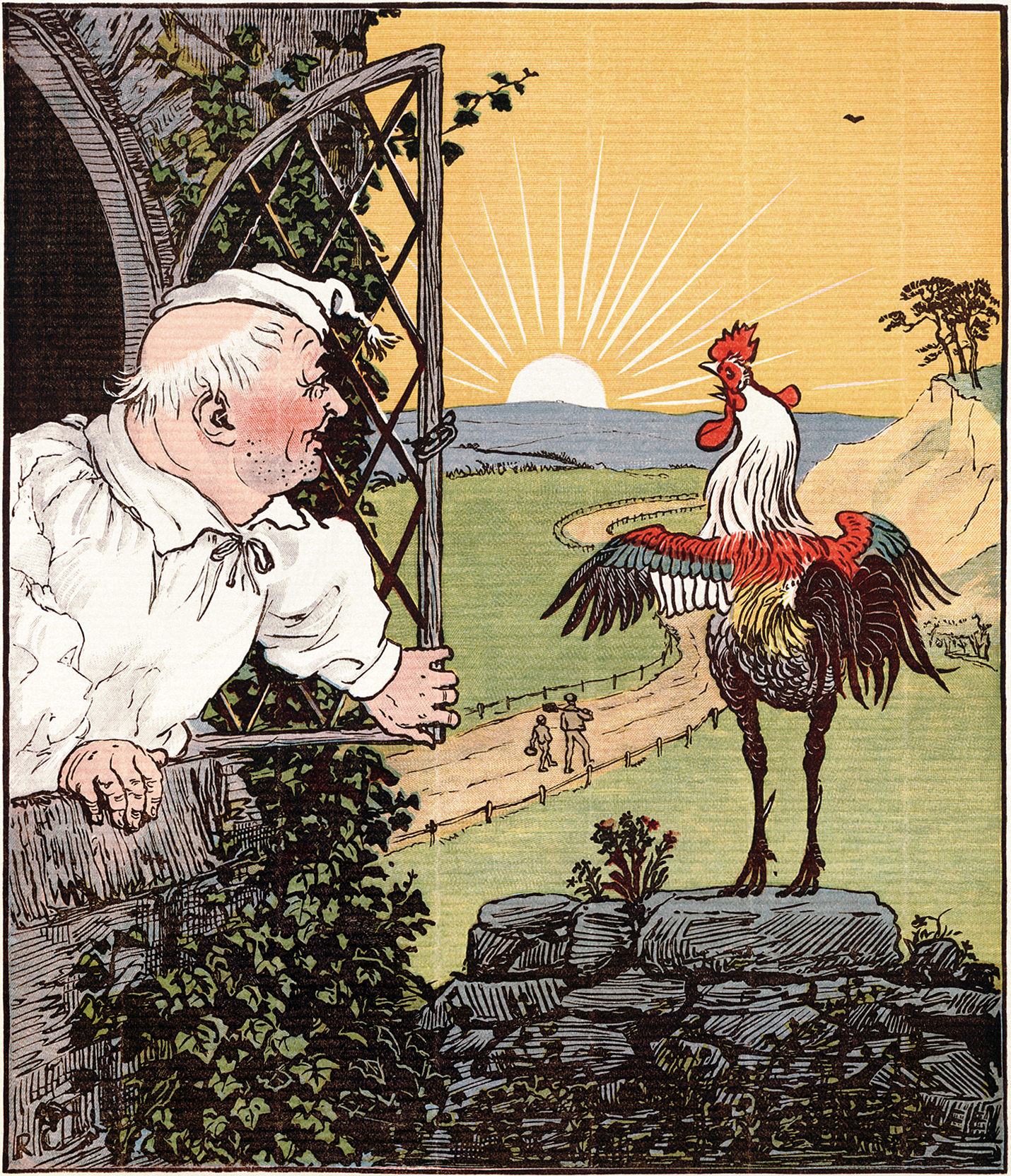
Видимий візерунок паперу верже в ілюстрації Рендольфа Калдекотта до книжки з малюнками. Опубліковано 1887 року

Сучасні технології виготовлення паперу використовують сітчасті вали для створення візерунка на ранніх стадіях виробництва, подібно до того, як водяний знак наноситься на папір ручної роботи. У вологому стані паперову масу (розбавлену дисперсію целюлозних волокон у воді) проціджують на дротяній сітці, щоб зневоднити її. Під час цього процесу у вологу масу вдавлюється вал з нанесеним сітчастим візерунком, який витісняє целюлозне волокно. Цей візерунок повинен бути нанесений при певній консистенції маси, інакше він буде втрачений, оскільки волокно відтікатиме назад, коли маса проходитиме повз сітчастий вал (занадто волога), або ж волокно вириватиметься з маси (занадто суха), спричиняючи руйнування поверхні. Коли волокно зміщується, утворюються локальні ділянки з більшою і меншою щільністю у вигляді візерунка верже, цей же візерунок утворюється на поверхні паперу. Тому візерунок верже видно як крізь аркуш, так і на поверхні паперу. Нанесення візерунка верже як механічного тиснення не створить ребристого візерунка, який видно крізь аркуш, оскільки це досягається лише технікою нанесення водяних знаків.
На папері, виготовленому машинним способом, лінії верже проходять у напрямку руху машини, вздовж довжини рулону. Напрямок волокон аркуша (орієнтація, вздовж якої розташовується більшість целюлозних волокон) зазвичай паралельний цим лініям.